# Eroii Revoluției (métro de Bucarest)
Eroii Revoluției en français : « Héros de la Révolution », anciennement Pieptănari, est une station de métro roumaine de la ligne M2 du métro de Bucarest. Elle est située Piața Eroii Revoluției, dans le quartier Tineretului, Sector 4 de la ville de Bucarest. Elle dessert notamment le cimetière Bellu.
Elle est mise en service en 1986.
Exploitée par Metrorex elle est desservie par les rames de la ligne M2 qui circulent quotidiennement entre 5 h 0 et 23 h 0 (heure de départ des terminus). Une station du tramway de Bucarest et des arrêts d'autobus sont à proximité.

## Situation sur le réseau
Établie en souterrain, la station Eroii Revoluției est située sur la ligne M2 du métro de Bucarest, entre les stations Tineretului, en direction de Pipera, et Constantin Brâncoveanu], en direction de Berceni.

## Histoire
La station « Pieptanari » est mise en service le 24 janvier 1986, lors de l'ouverture à l'exploitation du tronçon, long de 9,96 kilomètres, de Piața Unirii 2 à Depoul IMGB (ancien nom de Berceni).
Elle est plus tard renommée « Eroii Revoluției » du fait de sa situation proche du cimetière Bellu où sont enterrés de nombreux héros de la révolution de 1989.

## Service des voyageurs

### Accueil
La station dispose de deux bouches sur la Piața Eroii Revoluției à l'angle avec le boulevard Pieptănari. Des escaliers, ou des ascenseurs pour les personnes à mobilité réduite, permettent de rejoindre la salle des guichets et des automates pour l'achat des titres de transport (un ticket est utilisable pour un voyage sur l'ensemble du réseau métropolitain).

### Desserte
À la station Eroii Revoluției la desserte quotidienne débute avec le passage de la première rame, partie du terminus le plus proche à 5 h 0 et se termine avec le passage de la dernière rame, partie du terminus le plus éloigné à 23 h 0.

### Intermodalité
Des arrêts de transports en commun sont situés à proximité : la station Piața Eroii Revoluției du tramway de Bucarest (lignes 1, 7, 11 et 25) et des arrêts de bus (lignes 141, 232, 323, N107 et N112).